# Thomas Hickman Williams
Thomas Hickman Williams (* 20. Januar 1801 im Williamson County, Tennessee; † 3. Mai 1851 bei Pontotoc, Mississippi) war ein US-amerikanischer Politiker (Demokratische Partei), der den Bundesstaat Mississippi von November 1838 bis März 1839 im US-Senat vertrat.

## Leben
Nach dem Schulbesuch in Tennessee zog Thomas Williams nach Mississippi und ließ sich dort im Pontotoc County nieder. Dort betätigte er sich als Pflanzer. Nach dem Rücktritt von US-Senator James F. Trotter wurde er von Gouverneur Alexander McNutt zu dessen Nachfolger ernannt; er gewann auch die fällige Nachwahl und konnte vom 12. November 1838 bis zum Ende der Legislaturperiode am 3. März 1839 im Kongress verbleiben.
Nach seiner Zeit im Senat war er von 1845 bis 1851 Sekretär und Schatzmeister der University of Mississippi in Oxford. Er machte sich auch für die Gründung der Mississippi State University stark und wurde daher oftmals als „Vater der State University“ bezeichnet. Williams starb am 3. Mai 1851 auf seiner Plantage nahe Pontotoc und wurde auf dem Friedhof des Familienanwesens beigesetzt.